# Paragnetina neimongolica
Paragnetina neimongolica är en bäcksländeart som beskrevs av Yang, D. och C. Yang 1996. Paragnetina neimongolica ingår i släktet Paragnetina och familjen jättebäcksländor. Inga underarter finns listade i Catalogue of Life.